# Sverrir Gardarsson
Sverrir Gardarsson, född 15 september 1984, är en isländsk fotbollsspelare som spelat 1 A-landskamp för Island i kvalet till EM 2008  och 5 U-21, 6 U-19 och 4 U-17. Han skrev under ett kontrakt med GIF Sundsvall som räcker över säsongerna 2008, 2009 och 2010.

## Klubbar
- FH Hafnarfjördur (2000)
- Molde FK (2001-2002)
- FH Hafnarfjördur (2003-2007)
- GIF Sundsvall (2008-2009)
- FH Hafnarfjördur (2009-2011)
- Haukar (2012)
- Fylkir (2013-)